# Międzybórz
Międzybórz es un municipio urbano-rural y una localidad del distrito de Oleśnica, en el voivodato de Baja Silesia (Polonia).
La localidad está ubicada a unos treinta kilómetros al nordeste de Oleśnica, la capital del distrito, y a unos cincuenta y cuatro al nordeste de Breslavia, la capital del voivodato. Además de dicha localidad, el municipio contiene otras trece: Bąków, Bukowina Sycowska, Dziesławice, Hałdrychowice, Kamień, Klonów, Kraszów, Królewska Wola, Ligota Rybińska, Niwki Kraszowskie, Niwki Książęce, Ose y Oska Piła. Limita con los municipios de Kobyla Góra, Sośnie, Syców y Twardogóra.
En 2011, según la Oficina Central de Estadística polaca, la superficie del municipio era de 87,78 km² y su población de 5091 habitantes, 2388 en la localidad de Międzybórz y 2703 en el área rural.